# Дубонос, Фаддей Филимонович
Фаддей Филимонович Дубонос (1868 — ?) — член II Государственной думы от Подольской губернии, крестьянин.

## Биография

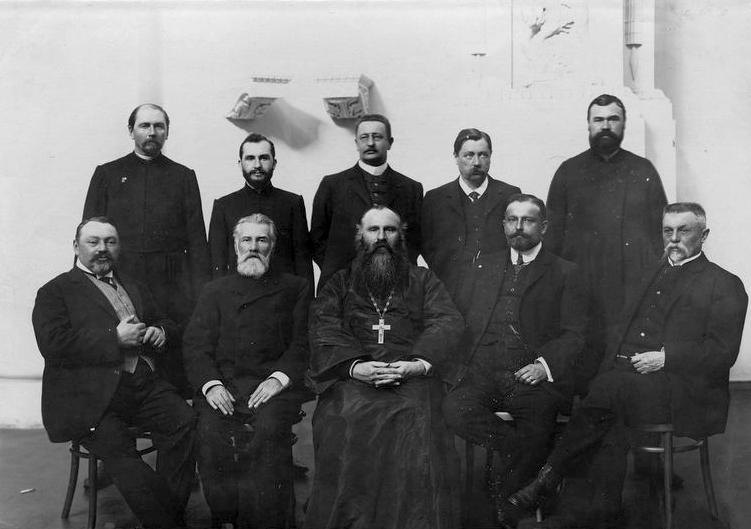
Депутаты Государственной думы II созыва от Подольской губернии. Стоят: Соловей А. А., Неизвестный-1, Неизвестный-2, Мороз П. С., Туперко С. Т.; сидят: Семёнов А. И., Лисовский В. К., Дидурык А. И., Гриневич А. И., Рогожа П. М., Матвеев С. К., Зубченко П. С., Дубонос Ф. Ф.

Православный, крестьянин села Бондуровка Ольгопольского уезда.
Окончил начальную церковно-приходскую школу. Занимался земледелием (2½ десятины).
В феврале 1907 года был избран в II Государственную думу от Подольской губернии. Входил в Трудовую группу, фракцию Крестьянского союза и Украинскую фракцию.
Дальнейшая судьба неизвестна.